# Naučná stezka Ľubochňa – Ľubochnianska dolina
 Naučná stezka Ľubochňa – Ľubochnianska dolina (slovensky Náučný chodník Ľubochňa – Ľubochnianska dolina) se nachází v severní části pohoří Velká Fatra v obci Ľubochňa v okrese Ružomberok v Žilinském kraji na Slovensku.
Naučná stezka vede Ľubochnianskou dolinou od jejího ústí ke kamenolomu a zpět nenáročným terénem po zpevněné cestě.

## Seznam naučných tabulí
- Ľubochniansky kostol
- Hydroelektráreň
- Lesná železnica
- Fatranské sedlo
- Ľubochnianska skláreň
- Ľubochnianka
- Ľubochnianska dolina, geologická stavba, pôdy
- Ľubochnianska dolina, rastlinstvo
- Ľubochnianska dolina, živočíšstvo
- Ľubochnianska dolina, maloplošné chránené územia
- úvodný informačný panel